# Those Lynn Girls
Those Lynn Girls är en pornografisk film från 1989.

## Om filmen
Filmen består enbart av tidigare inspelat material.

## Rollista
- Amber Lynn
- Ginger Lynn
- Porsche Lynn
- Robert Bullock
- Jerry Butler
- Tom Byron – Throbbin/John Bradley
- John Holmes – Dickman
- Lynn LeMay
- Pat Manning
- Peter North
- Randy Paul
- Lynn Ray
- Marc Wallice
- Randy West

### Webbkällor
- Those Lynn Girls på Internet Movie Database (engelska)